# Place du Maréchal-Foch (Nanterre)
La place du Maréchal-Foch est une voie publique de la commune de Nanterre, dans le département français des Hauts-de-Seine.

## Situation et accès
La place du Maréchal-Foch est traversée par l'avenue Vladimir-Ilitch-Lénine, qui suit le tracé de la route départementale 991. Elle est attenante à la place du Marché, où se tient toujours le marché du Centre.
Y convergent plusieurs axes importants de la ville de Nanterre:
- La rue Thomas-Lemaître,
- la rue du Marché,
- la rue du Castel-Marly,
- l'avenue de Rueil,
- la rue du Bois.

## Origine du nom
Cette place tient son nom de Ferdinand Foch, maréchal de France, généralissime de la Grande Guerre.

## Historique

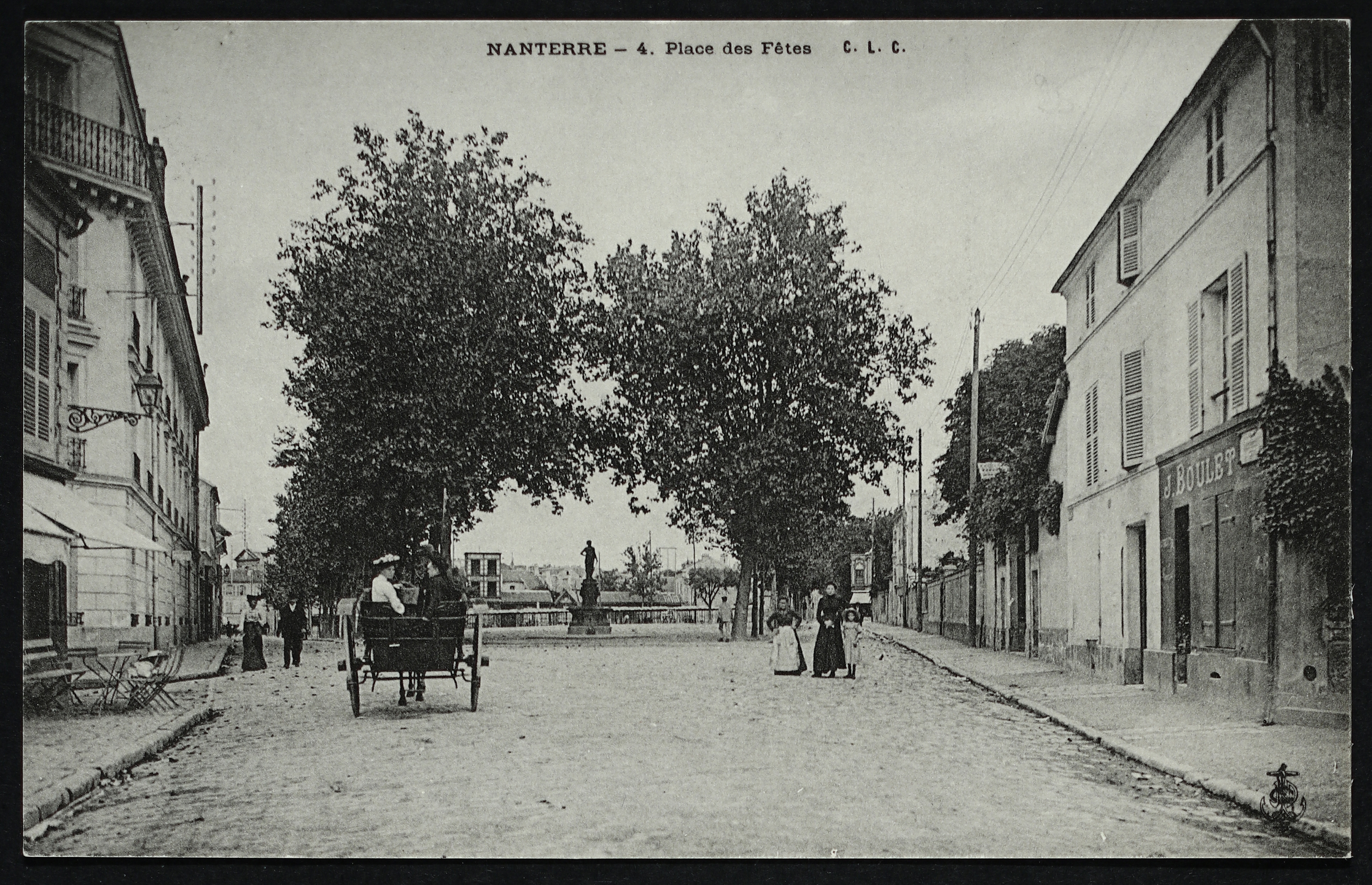
Nanterre, la place des Fêtes.

Au XVIIIe siècle, l'endroit était appelé place de la Porte de Rueil. Un lavoir et un abreuvoir pour les chevaux s'y trouvaient.
Cette place s'est ensuite appelée place de la Fête. Il s'y déroulait le couronnement de la Rosière de Nanterre, des défilés, concours et concerts publics, tandis qu'y étaient installés manèges et baraques foraines.
Elle prit ensuite le nom de place de la République.
Les environs ont été complètement bouleversés lorsque l'avenue Vladimir-Ilitch-Lénine a été percée, en 1950.
Des fouilles réalisées sur la place du Marché en 1991-1992 ont permis de mettre au jour les restes du rempart du chemin de ronde.

## Bâtiments remarquables et lieux de mémoire
Il s'y trouvait un kiosque à musique, et une fontaine surmontée d'une statue de moissonneur en bronze, installée en 1882 en mémoire de Jean-Baptiste Lemaître. Elle comportait en effet cette inscription:
```
"À J.-B. Lemaire , la ville de Nanterre reconnaissante" 
```

Cette marque de reconnaissance était justifiée par le legs fait à la commune en 1872 d'une propriété située au n°11 boulevard du Midi, par Jean-Baptiste Lemaître, positillon des messageries royales. Il était le fils de Thomas Lemaître, natif de Nanterre, dont la rue Thomas-Lemaître porte le nom. La fontaine et la statue furent fondus sous le régime de Vichy, lors de la mobilisation des métaux non ferreux.

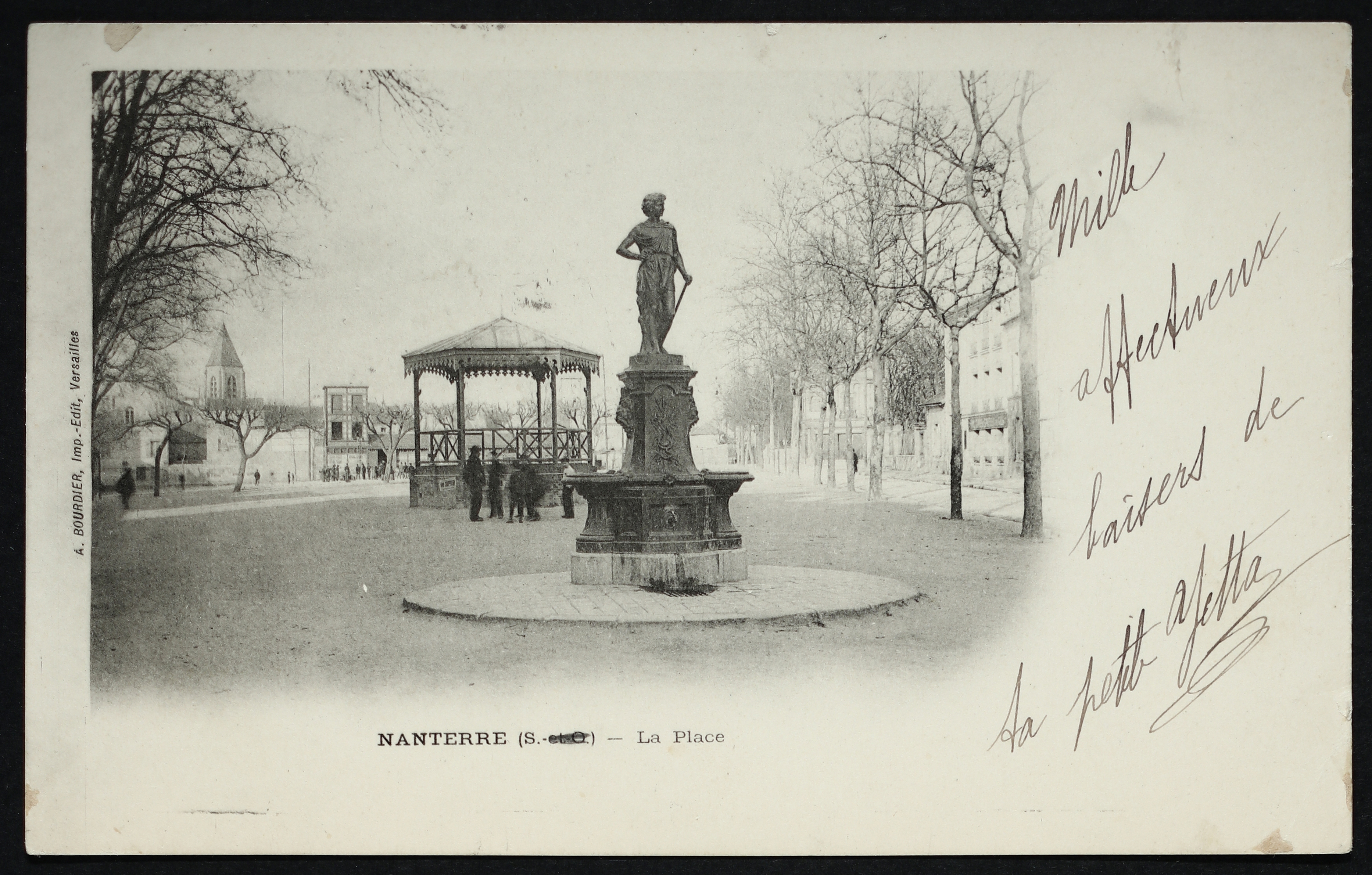
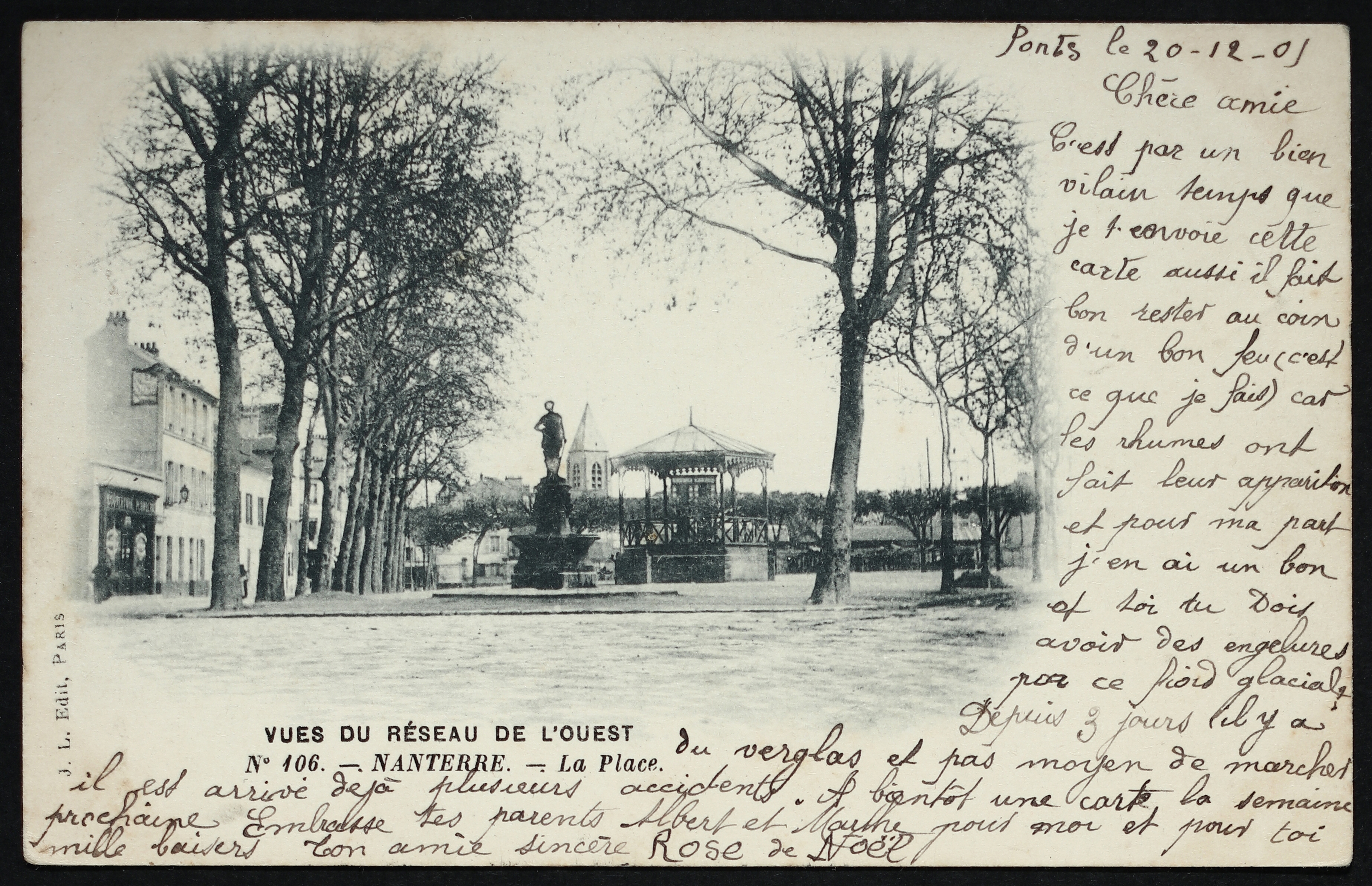
En 1901
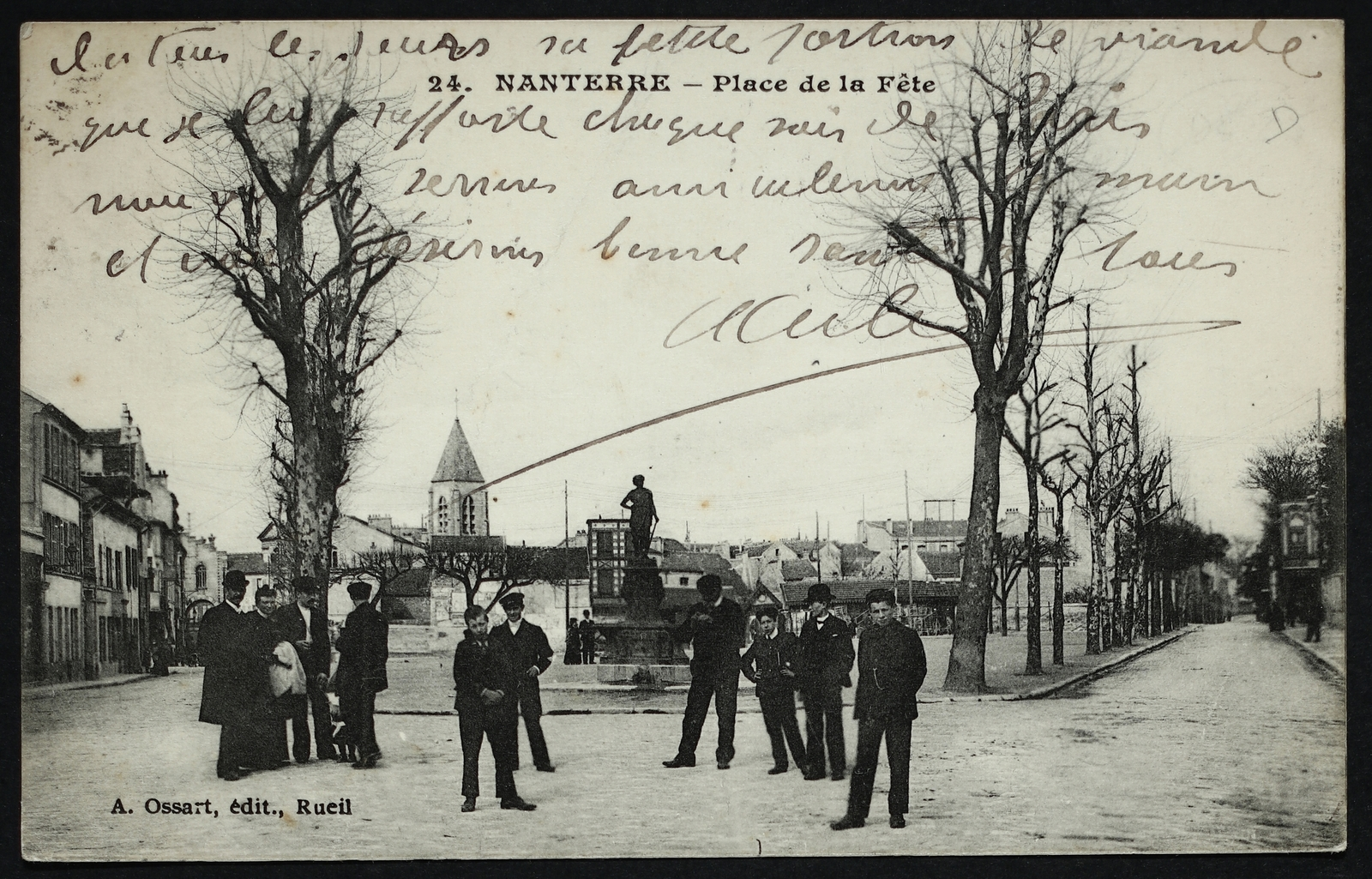
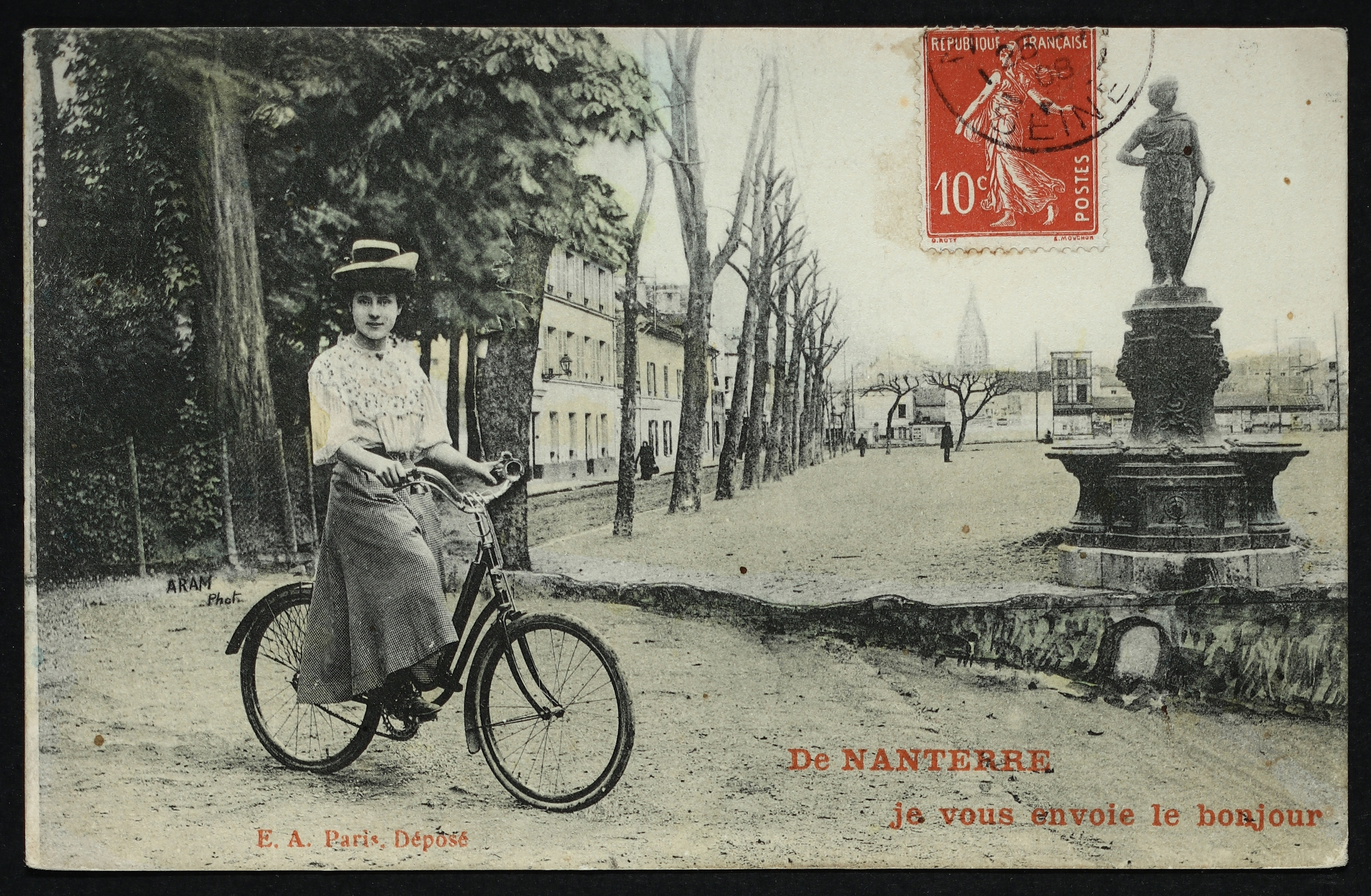
"De Nanterre, je vous envoie le bonjour"